# NGC 79
NGC 79 ist eine kompakte elliptische Galaxie vom Hubble-Typ cE/S0 im Sternbild Andromeda am Nordsternhimmel. Sie ist schätzungsweise 252 Millionen Lichtjahre von der Milchstraße entfernt und hat einen Durchmesser von etwa 25.000 Lj.

Gemeinsam mit NGC 80, NGC 81, NGC 84, NGC 86, IC 1541, IC 1548, PGC 1384, PGC 1662109 und PGC 1671888 bildet sie die NGC 80-Gruppe.
Das Objekt wurde am  14. November 1884 von dem französischen Astronomen Guillaume Bigourdan entdeckt.